# Roman Wasilew
Roman Georgiew Wasilew, bułg. Роман Георгиев Василев (ur. 24 lipca 1967 w Perniku) – bułgarski menedżer i inżynier, w 2013 minister bez teki.

## Życiorys
Absolwent liceum francuskojęzycznego w Sofii. Ukończył studia na Uniwersytecie Tsinghua w Pekinie, specjalizując się w automatyce i mechanice. Uzyskał magisterium z zarządzania w biznesie międzynarodowym na Uniwersytecie Stanu Arizona. Zawodowo związany z sektorem prywatnym. Od 1994 do 2002 pracował jako inżynier, projektując rozwiązania dla przemysłu w krajach azjatyckich. Później zatrudniony w firmie wprowadzającej łącza ATM w Bułgarii, w latach 2008–2012 odpowiadał za rozwój w przedsiębiorstwie z branży elektroniki samochodowej. Zasiadał we władzach amerykańsko-bułgarskiej izby handlowej oraz klastra motoryzacyjnego w Bułgarii. W marcu 2013 został ministrem bez teki w przejściowym gabinecie Marina Rajkowa; powierzono mu odpowiedzialność za rozwój technologii informacyjnych w administracji publicznej. Funkcję tę pełnił do maja tegoż roku. Powrócił do sektora prywatnego, został później dyrektorem w przedsiębiorstwie Yanfeng Automotive Interiors.
Żonaty, ma jedno dziecko.